# Пајн Маунтин Клаб (Калифорнија)
Пајн Маунтин Клаб (енгл. Pine Mountain Club) насељено је место без административног статуса у америчкој савезној држави Калифорнија.

## Демографија
По попису из 2010. године број становника је 2.315, што је 715 (44,7%) становника више него 2000. године.
| Група             | 2000.         | 2010.         |
| Белци             | 1.366 (85,4%) | 1.939 (83,8%) |
| Афроамериканци    | 9 (0,6%)      | 29 (1,3%)     |
| Азијати           | 12 (0,8%)     | 45 (1,9%)     |
| Хиспаноамериканци | 146 (9,1%)    | 231 (10,0%)   |
| Укупно            | 1.600         | 2.315         |